# Derde klasse (Nederlands amateurvoetbal)
De Derde klasse is met ingang van het seizoen 2016/17 het zesde amateurniveau in het Nederlands amateurvoetbal en het achtste voetbalniveau van Nederland. De Derde klasse telt in het seizoen 2024/25 34 competities, 18 in het zaterdagvoetbal en 16 in het zondagvoetbal.

## Opzet
Elke competitie in de Derde klasse bestaat in principe uit veertien voetbalteams. De kampioen van iedere Derde klasse promoveert direct naar de Tweede klasse. De periodekampioenen mogen, mits ze bij de eerste negen zijn geëindigd, meedoen aan de nacompetitie om promotie. De nummer laatst en de voorlaatste degraderen direct naar de Vierde klasse. De club die als derde van onderen eindigt moet nacompetitie spelen voor klassebehoud.
|          | West I                          | West II                 | Zuid I                          | Zuid II                         | Oost                            | Noord                   | Totaal |
| -------- | ------------------------------- | ----------------------- | ------------------------------- | ------------------------------- | ------------------------------- | ----------------------- | ------ |
| Zaterdag | 3A (13) 3B (14) 3C (14) 3D (14) | 3E (14) 3F (14) 3G (14) | 3H (14) 3I (14) 3J (13) 3K (14) |                                 | 3L (14) 3M (14) 3N (14) 3O (14) | 3P (13) 3Q (14) 3R (14) | 18     |
| Zondag   | 3A (14) 3B (14)                 |                         | 3C (12) 3D (12) 3E (12) 3F (14) | 3G (12) 3H (13) 3I (13) 3J (14) | 3K (14) 3L (12) 3M (12)         | 3N (12) 3O (12) 3P (12) | 16     |
| Totaal   | 6                               | 3                       | 8                               | 4                               | 7                               | 6                       | 34     |

N.B. Tussen haakjes het aantal deelnemende teams

## Historie

### Ontwikkeling van het niveau op de voetbalpiramide
In het zondagvoetbal was de derde klasse tot 1974 het derde amateurniveau en van 1974-2010 het vierde amateurniveau. In het zaterdagvoetbal was de derde klasse sinds de introductie in 1946 tot 1956 het hoogste amateurniveau en van 1956-1970 het tweede amateurniveau en van 1970-1996 het derde amateurniveau en van 1996-2010 het vierde amateurniveau. Van 2010-2016 was het in beide afdelingen het vijfde amateurniveau en vanaf het seizoen 2016/17 het zesde amateurniveau.
| AM | Periode                                       |
| -- | --------------------------------------------- |
| 1e | Zaterdag: 1946 t/m 1956                       |
| 2e | Zaterdag: 1956 t/m 1970                       |
| 3e | Zaterdag: 1970 t/m 1996 Zondag: t/m 1974      |
| 4e | Zaterdag: 1996 t/m 2010 Zondag: 1974 t/m 2010 |
| 5e | 2010 t/m 2016                                 |
| 6e | v.a. 2016                                     |

### Seizoen 2018/19, West II zondag
Het seizoen 2018/19 was een overgangsseizoen voor de zondag derde- en vierde klassers in het district West II. In de eerste seizoenshelft (september-februari) speelden de clubs in vier groepen (Q1-Q4) met elk vijftien teams een halve competitie (7x thuis, 7x uit). Hierna volgde een splitsing in een “3e klasse hoog” (HA-HB) met 2x twaalf teams (en waarin om promotie naar 2e klasse werd gestreden) en “3e klasse laag” (LA-LD) met 3x acht teams en 1x negen teams (er waren inmiddels drie teams uitgevallen). Ook hierin werd in elke groep een halve competitie gespeeld. Voor het seizoen 2019/20 had dit moeten resulteren in twee derde- en twee vierde klasse competities. In maart 2019 maakte de KNVB (West-II) eerst bekend dat met ingang van het seizoen 2019/20 de Vierde klasse zondag zou worden opgeheven en met ingang van 2020/21 ook de Derde klasse. De clubs dienden de overstap naar de zaterdagafdeling te maken of hun heil in het zondagvoetbal in de aansluitende districten West-I of Zuid-I te zoeken. In mei volgde een aanpassing op dit besluit, waardoor de wijziging op zijn vroegst per 2020/21 plaats zou vinden. Voor de seizoenen 2019/20 en 2020/21 resulteerde dit nog in een Derde klasse met twee competities (3A-3B). In het seizoen 2012/22 ging het district West-II in de zondagafdeling van start met twee derde klasse competities en één vierde klasse competitie met zes teams.

### Aanpassing van de voetbalpiramide
Vanaf het seizoen 2023/24 wordt het aantal competities in de derde klasse in twee jaar terug gebracht van 42 tot 32. Vóór dit seizoen had elk district vier competities per afdeling, dus in totaal 22 competities in de zondagafdeling en 20 competities in de zaterdagafdeling (Zuid-II heeft alleen competitie op zondag en West-II maar twee competities op zondag).

## Kampioenen zaterdagclubs
In de seizoenen 1946/47 tot en met 1955/56 was de derde klasse het hoogste niveau in de zaterdagafdeling. De klasse kampioenen in deze periode zijn hieronder weergegeven.
| 1e amateurniveau | 1e amateurniveau | 1e amateurniveau | 1e amateurniveau | 1e amateurniveau   | 1e amateurniveau  | 1e amateurniveau |
| Jaar             | District-I       | District-II      | District-II      |                    |                   | Zaterdagkampioen |
| Jaar             | District-I       | 3A               | 3B               |                    |                   | Zaterdagkampioen |
| ---------------- | ---------------- | ---------------- | ---------------- | ------------------ | ----------------- | ---------------- |
| 1947             |                  | Quick Boys       |                  |                    |                   | Quick Boys       |
| 1948             |                  | Quick Boys       |                  |                    |                   | Quick Boys       |
| 1949             |                  | Quick Boys       |                  |                    |                   | Quick Boys       |
| 1950             | SV Huizen        | Quick Boys       | NSVV             |                    |                   | SV Huizen        |
| Jaar             | West-I           | West-II          | West-II          | Oost               | Noord             | Zaterdagkampioen |
| Jaar             | West-I           | 3A               | 3B               | Oost               | Noord             | Zaterdagkampioen |
| 1951             | SV Huizen        | Quick Boys       | SSSK             | Sportclub Enschede |                   | SV Huizen        |
| 1952             | SV Spakenburg    | Zwaluwen V.      | NSVV             | Sportclub Enschede |                   | SV Spakenburg    |
| 1953             | SV Huizen        | Quick Boys       | NSVV             | DES                |                   | Quick Boys       |
| 1954             | IJsselmeervogels | SC Monster       | NSVV             | SC Genemuiden      |                   | IJsselmeervogels |
| 1955             | IJsselmeervogels | Quick Boys       | SV Hoogvliet     | SC Genemuiden      | CVV Blauw Wit '34 | IJsselmeervogels |
| 1956             | IJsselmeervogels | Quick Boys       | ARC              | SC Genemuiden      | Harkemase Boys    | IJsselmeervogels |

Bekers:
KNVB beker (amateurs) · Super Cup (amateurs) · Districtsbekers
Niveaus:
Tweede divisie · Derde divisie · Vierde divisie · 1e klasse · 2e klasse · 3e klasse · 4e klasse · 5e klasse · 6e klasse · 7e klasse · 8e klasse